# 莫斯南

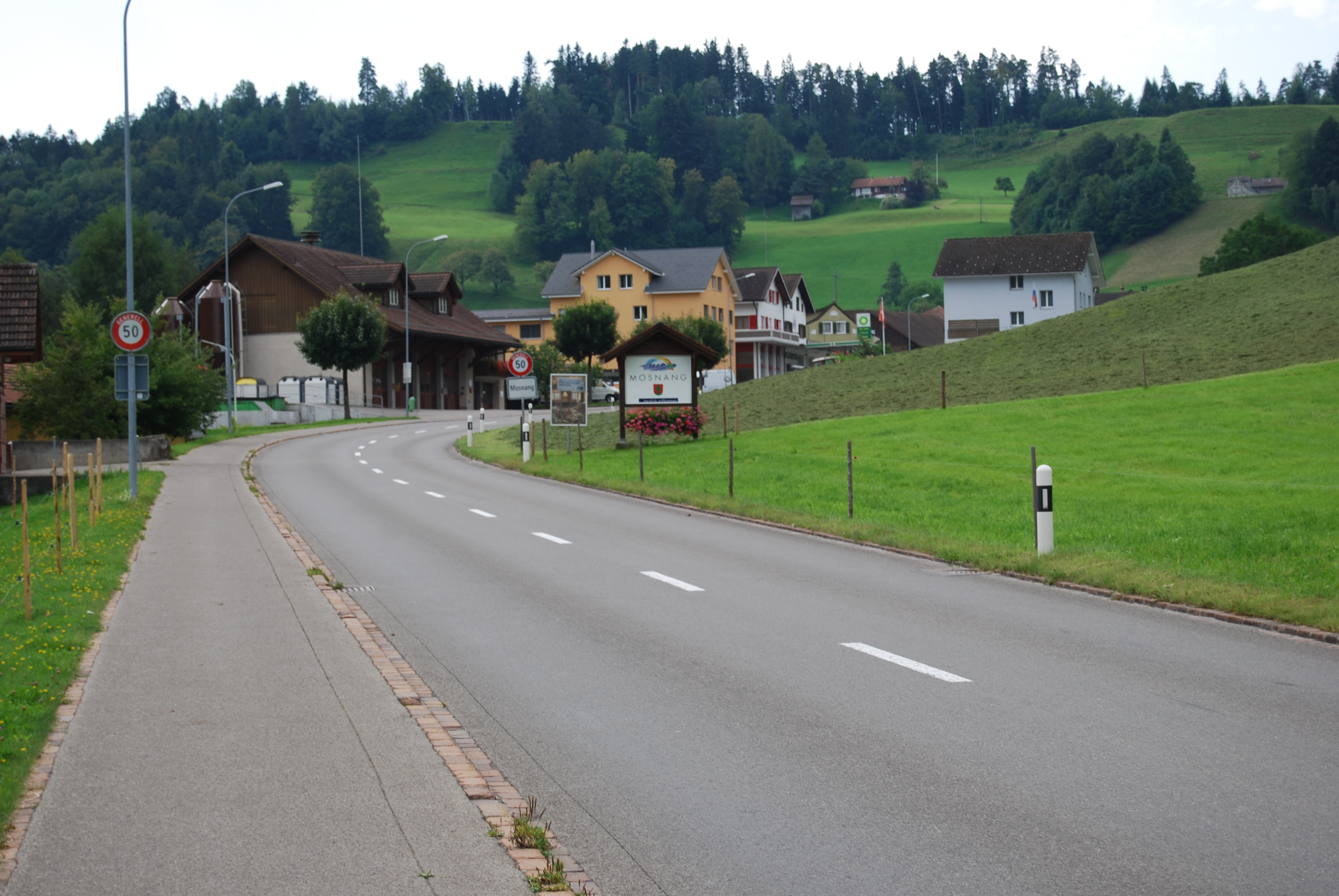

莫斯南是瑞士的城鎮，位於該國東北部，由聖加侖州負責管轄，面積50.47平方公里，海拔高度735米，2011年人口2,857，八成人口信奉羅馬天主教，人口密度每平方公里57人。

## 外部連結
- Mosnang Online Official website （德文）